# Amphoe Na Chaluai
Amphoe Na Chaluai (Thai: อำเภอ นาจะหลวย) ist ein Landkreis (Amphoe – Verwaltungs-Distrikt) im Süden der Provinz Ubon Ratchathani. Die Provinz Ubon Ratchathani liegt in der Nordostregion von Thailand, dem so genannten Isan.

## Geographie
Amphoe Na Chaluai grenzt an die folgenden Landkreise (von Westen im Uhrzeigersinn): an die Amphoe Nam Yuen, Det Udom und Buntharik in der Provinz Ubon Ratchathani, sowie die laotische Provinz Champasak.
Der Nationalpark Phu Chong Na Yoi liegt im Landkreis.
Eine wichtige Wasser-Ressource ist der Fluss Dom Yai.

## Geschichte
Na Chaluai wurde am 1. Februar 1972 zunächst als „Zweigkreis“ (King Amphoe) eingerichtet, indem die drei Tambon Na Chaluai, Phon Sawan und Non Sombun vom Amphoe Det Udom abgetrennt wurden.
Am 12. April 1977 wurde er zum Amphoe heraufgestuft.

## Verwaltungseinheiten
Provinzverwaltung
Der Landkreis Na Chaluai ist in sechs Tambon („Unterbezirke“ oder „Gemeinden“) eingeteilt, die sich weiter in 74 Muban („Dörfer“) unterteilen.
| Nr. | Name       | Thai     | Muban | Einw.  |
| --- | ---------- | -------- | ----- | ------ |
| 01. | Na Chaluai | นาจะหลวย | 19    | 18.557 |
| 02. | Non Sombun | โนนสมบูรณ์ | 11    | 06.891 |
| 03. | Phon Sawan | พรสวรรค์  | 10    | 05.578 |
| 04. | Ban Tum    | บ้านตูม    | 14    | 12.645 |
| 05. | Sok Saeng  | โสกแสง   | 10    | 07.629 |
| 06. | Non Sawan  | โนนสวรรค์ | 10    | 05.926 |

Lokalverwaltung
Es gibt zwei Kommunen mit „Kleinstadt“-Status (Thesaban Tambon) im Landkreis:
- Phu Chong Na Yoi (Thai: เทศบาลตำบลภูจองนายอย), bestehend aus Teilen des Tambon Na Chaluai.
- Na Chaluai (Thai: เทศบาลตำบลนาจะหลวย), bestehend aus den übrigen Teilen des Tambon Na Chaluai.

Außerdem gibt es fünf „Tambon-Verwaltungsorganisationen“ (องค์การบริหารส่วนตำบล – Tambon Administrative Organizations, TAO):
- Non Sombun (Thai: องค์การบริหารส่วนตำบลโนนสมบูรณ์)
- Phon Sawan (Thai: องค์การบริหารส่วนตำบลพรสวรรค์)
- Ban Tum (Thai: องค์การบริหารส่วนตำบลบ้านตูม)
- Sok Saeng (Thai: องค์การบริหารส่วนตำบลโสกแสง)
- Non Sawan (Thai: องค์การบริหารส่วนตำบลโนนสวรรค์)